# Josse De Maesschalck
Josse De Maesschalck (Sint-Niklaas, 21 november 1996) is een Belgische regisseur-scenarist.
In 2018 studeerde hij af aan de LUCA School of Arts campus NARAFI met de kortfilm 'Glanstir Fan' ('Glinsterende Vinnen'), een kortfilm die zich volledig afspeelt in een fictieve, dystopische wereld waar jongens van 18 via een ritueel de stap naar volwassenheid zetten. De kortfilm werd (inter)nationaal 20 keer genomineerd en won 2 prijzen.
In 2022 vertaalde Josse het script van 'Glanstir Fan' naar proza, en samen met Beefcake publishing zal het boek, 'Glinsterende Vinnen', eind 2023 verschijnen.
In 2015 startte Josse in de audiovisuele wereld als boom operator op tal van (Vlaamse) producties, zoals Gent-West, wtFOCK en Torpedo. Vanaf 2018 werd hij actief als regie-assistent bij wtFOCK, Onder Vuur en Lisa.
In 2024 debuteerde hij als tv-regisseur bij de Vlaamse VTM-telenovelle 'Milo' met Camille in de hoofdrol.
Samen met zijn kompaan Bo Sels bouwen ze sinds 2021 de "verhalenfabriek" WAANZIN uit, waarbij ze focussen op originele verhalen en (kijk)ervaringen binnen tv, film, podcasts en live entertainment. Samen werken ze momenteel aan verschillende fictieprojecten bij verschillende productiehuizen, alsook eigen projecten.
Een van die eigen projecten is MYTHROPOOL. Mythropool is een maandelijkse, fantasy-krant over de wereld 'Terra'. In deze wereld leven alle mythische wezens - genaamd Mythans - samen en hebben ze een eigen maatschappij, cultuur,... MYTHROPOOL is volledig Engelstalig en is te vinden in Belgische krantenwinkels of via abonnementen wereldwijd.

## Kunsten
In het secundair studeerde Josse af binnen de Toegepaste Beeldende Kunsten. Hij startte daarna zijn opleiding tot filmmaker, maar ontwikkelde in die tijd zijn eigen stijl binnen de hedendaagse schilderkunst. Met zijn grote, naïeve en kleurrijke schilderijen kwam hij in 2019 naar buiten. Samen met Galerie Raf Van Severen, die in 2020 door de lockdown vanwege corona zijn galerij openstelde voor jonge kunstenaars om een weekend te exposeren met het initiatief Virtual Vitrine, bereikte hij een groot publiek. Vanaf 2020 tot heden zijn zijn werken nog te zien op (groep)exposities in verschillende galerijen en kunstwedstrijden.
Eind 2023 zal het boek 'Glinsterende Vinnen' verschijnen, waarmee Josse zal debuteren als auteur.

## Filmografie
- 'Milo' - 2024, in productie van Heartmade Media (regie)
- 'LAZARUS' - 2017, in productie van WAANZIN en LUCA campus NARAFI (regie en scenario)
- 'Hooked On' - 2017, in productie van WAANZIN en LUCA campus NARAFI (regie en scenario)
- 'Glanstir Fan' - 2018, in productie van WAANZIN en LUCA campus NARAFI (regie en scenario)
- 'Passage' - 2022, in productie van WAANZIN en kleinVerhaal vzw (regie en scenario)
- 'De Veestapel Aan De Kribbe' - 2023, in productie van WAANZIN (producent, in regie van Breyten Van Der Donck en Julie Vanlerberghe)
- 'De Steenweg' - tbc (regie en scenario)